# OH 7
OH 7 (por Olduvai Hominid-7, «Homínido de Olduvai-7») es el nombre de catálogo de los restos craneanos y de un brazo y mano fósiles, también conocidos como Niño de Johnny (Johnny's Child, en inglés), de un Homo habilis y que son el holotipo de dicha especie. Se les atribuye una antigüedad de 1,75 millones de años.

## Descubrimiento
Los fósiles fueron descubiertos el 4 de noviembre de 1960 en la garganta de Olduvai, Tanzania, por Jonathan y su madre, Mary Leakey.

## Descripción
Los restos tienen una fecha aproximada de 1,75 millones de años y consisten en partes fragmentadas de una mandíbula inferior (que aún conserva trece dientes, así como también muelas del juicio sin brotar), un molar del maxilar superior aislado, dos huesos parietales y veintiún huesos de los dedos, la mano, y de la muñeca.
La mano de OH 7 es ancha, con un pulgar grande y dedos amplios, similar a la de los humanos; sin embargo, a diferencia de los humanos, los dedos son relativamente largos y exhiben una curvatura parecida a un chimpancé. Además, la orientación del pulgar en relación con los otros dedos se asemeja a la anatomía de los grandes simios. Los huesos parietales, parietal izquierdo casi completo y parietal derecho fragmentado, se usaron para deducir la capacidad craneal del hominino, que se estimó en 663 cm³ debido al hecho de que los fósiles pertenecían a un varón de 12 o 13 años. Esto fue extrapolado por Phillip Tobias a 674 cm³ para el potencial adulto del homínido. Sin embargo, otros científicos han estimado la capacidad craneal entre 590 y 710 cm³.
Louis Leakey, John Napier y Phillip Tobias fueron de los primeros en estudiar exhaustivamente los fósiles. El equipo de Leakey y otros argumentaron que, debido a la capacidad craneal expandida, reducción gnática, dientes post-caninos relativamente pequeños (en comparación con Paranthropus boisei), patrón de desarrollo craneofacial similar al Homo, y un agarre de precisión, vistos los fragmentos de la mano (que indicaban la capacidad de uso de  herramientas), se estableció OH 7 como una especie de transición entre Australopithecus africanus y Homo erectus.
El equipo de Leakey anunció la nueva especie, Homo habilis, en la edición de abril de 1964 de Nature,Leakey, Tobias y Napier, 1964, p. 79 que inició un debate entre la comunidad de antropología que duró hasta la década de 1970. Ya en mayo de 1964, Kenneth Oakley y Bernard Campbell habían expresado su preocupación por los hallazgos del equipo Leakey con su propia publicación en Nature, y en julio de ese mismo año, Sir Wilfrid Le Gros Clark declaró sin rodeos su esperanza de que H. habilis «desaparezca tan rápidamente como vino». La controversia y los prejuicios contra las especies recién nombradas llevaron a algunos antropólogos a referirse a H. habilis como Australopithecus habilis o asignar restos de fósiles asociados a otras especies Homo, una tendencia que continuó mucho después de la muerte de Le Gros Clark en 1971.
Otros críticos señalaron que OH 7 se encontró en una región conocida por contener fósiles de P. boisei, eran de un individuo inmaduro y que las diferencias entre H. habilis y P. boisei no eran suficientes para justificar una nueva especie. Algunos creen que OH 7 se parece más a A. africanus.